# Hugh de Lacy, 1. Earl of Ulster

Wappen des Hugh de Lacy, 1. Earl of Ulster

Hugh de Lacy, 1. Earl of Ulster (* 1176; † 1242) war ein anglo-normannischer Adliger.
Er entstammte dem normannischen Adelsgeschlecht Lacy und war der jüngere Sohn von Hugh de Lacy, dem Lord of Meath.

## Kampf um Ulster

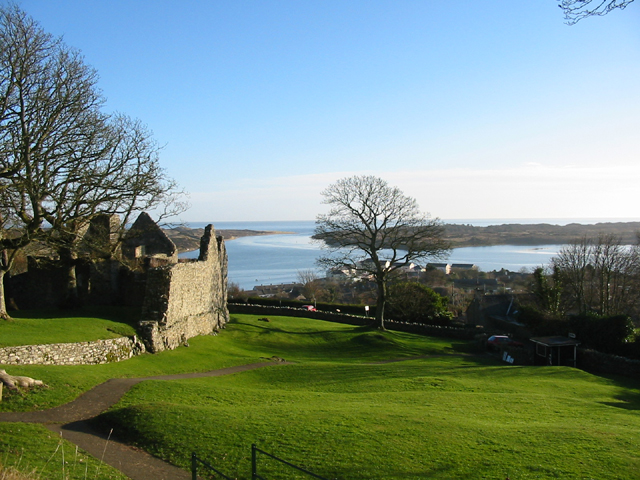
Blick von Dundrum Castle, auf die Irische See

Im Jahre 1177 hatte John de Courcy, ein normannischer Edelmann, der im Jahre 1171 mit König Heinrich II. von England nach Irland gekommen war, nahezu das gesamte Provinzialkönigreich Ulster erobert (siehe auch Anglonormannische Eroberung von Irland). Nach dem Tod des Hugh de Lacy, des Lord of Meath, der Irland praktisch als Vizekönig regiert hatte, setzte Heinrich II. John de Courcy als Justiciar of Ireland ein.
Dies wollten aber Hugh de Lacys Söhne Walter (1172–1241), der zweite Lord of Meath, und sein jüngerer Bruder Hugh nicht auf sich beruhen lassen. Sie erreichten die Einsetzung des jüngeren Hugh de Lacy als Koadjutor von John de Courcy für Leinster und Munster. Als John Ohneland nach dem Tod seines Bruders Richard Löwenherz im Jahre 1199 König von England geworden war, wollte er sich die Gefolgschaft der in Irland stärker verankerten de Lacys sichern und erlaubte ihnen den Angriff auf Ulster. Erstmals ging es nicht um eine Auseinandersetzung zwischen Iren und Normannen, sondern um eine Fehde zwischen normannischen Baronen auf irischem Boden.
Nach fast fünf Jahre andauernden Kämpfen wurde John de Courcy im Jahre 1203 gefangen genommen, konnte aber zu seinem Schwager Ragnold, dem König der Isle of Man, flüchten. Mit Urkunde vom 29. Mai 1205 wurde Hugh de Lacy vom englischen König Johann Ohneland offiziell in der Peerage of Ireland zum Earl of Ulster erhoben und ihm seine Eroberungen in Ulster und Connaught als Lehen bestätigt. Hugh baute sofort die von John de Courcy begonnene Festung Dundrum Castle an der Irischen See in Down aus.
Um die Ergreifung John de Courcys und seine spätere Flucht rankt sich eine Reihe von Legenden. Jedenfalls kam er im Jahre 1205 mit der Flotte seines Schwagers Ragnold nach Irland zurück und belagerte Dundrum Castle, scheiterte aber an den inzwischen von Hugh de Lacy hinzugefügten Ringmauern.

## Expedition König Johanns

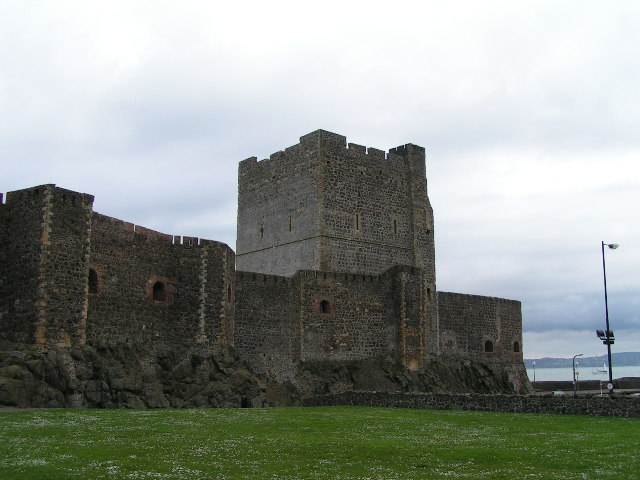
Carrickfergus Castle, seit der Eroberung durch König Johann im Jahr 1210 im Besitz der englischen Krone

Schon im Jahre 1208 entzweiten sich König Johann und Hugh de Lacy. Die Familie de Lacy war dem König zu mächtig geworden. Walter de Lacy gewährte seinem Schwager William de Braose und seiner Frau Maud Asyl, als diese vom König verfolgt wurden. William wusste um das rätselhafte Verschwinden Arthurs von Bretagne Bescheid, dem Enkel Heinrichs II. und eigentlichen Thronerben nach dem Recht der Primogenitur. Walter de Lacys Frau, Margaret de Braose, beschuldigte den König des Mordes an seinem Neffen Arthur.
Im Jahr 1210 rüstete König Johann ein Heer von 7000 Mann für seine zweite Expedition nach Irland aus. Am 20. Juni dieses Jahres landete er in Waterford an der Südküste der Insel. Neun Tage später marschierte der König in der Hauptstadt Dublin ein.
Hugh de Lacy sperrte die Zugänge nach Ulster, König Johann ließ eine Schiffsbrücke über den Carlington Lough bauen und marschierte in Down ein. Er belagerte Dundrum Castle und Carrickfergus vom Wasser und vom Land her. Hugh de Lacy floh nach Schottland und kam später nach Frankreich, seine Frau Mathilda und sein Sohn wurden jedoch vom König gefangen genommen und starben im vom König eroberten Carrickfergus Castle den Hungertod. Das Gleiche geschah mit William de Braoses Frau und seinem ältesten Sohn, die in Schottland von den Schergen des Königs aufgegriffen und nach Windsor Castle gebracht worden waren.
Hugh de Lacy nahm auf dem französischen Festland an den Kämpfen gegen König Johann und dem Albigenserkreuzzug teil. Auch nach Johanns Tod im Jahre 1216 konnte er nicht in seine irischen Besitzungen zurückkehren. 1221 verbündete er sich aber mit dem Führer der irischen Aufständischen, O’Neill, gegen die englischen Besatzer. Im Jahre 1226 wurden die irischen Besitzungen von Hugh de Lacy durch den König an dessen Bruder Walter übergeben, aber im folgenden Jahr wieder an Hugh übertragen. Fortan scheint er dem neuen König treu gedient zu haben, er wurde oft als Ratgeber in irischen Angelegenheiten an den Hof beordert. Hugh, der erste Earl of Ulster, tritt letztmals am 26. Dezember 1242 urkundlich in Erscheinung uns starb kurz darauf. Da er keine Erben hinterließ, erlosch sein Earlstitel mit seinem Tod und seine Ländereien fielen an die Krone zurück.